# Pär-Olof Ohlsson
För andra betydelser, se Per-Olof Olsson (olika betydelser).
Pär-Olof Ohlsson, född 8 januari 1954, är en svensk tidigare fotbollsspelare. Pär-Olof Ohlsson spelade i allsvenskan för Örgryte IS och IFK Norrköping. Han gjorde 6 A-landskamper (1977–1980).
Han spelade 1981–1985 för Helsingborgs IF, och 1984 blev han utsedd till årets HIF:are.